# Danh sách kế vị ngai vàng vương thất Na Uy

Huy hiệu của hoàng gia Na Uy

Danh sách kế vị ngai vàng vương thất Na Uy được lập nên để sẽ chọn ra nguyên thủ quốc gia tương lai của Vương quốc Na Uy.
Danh sách được quy định tại Điều 6 của Hiến pháp Na Uy, được sửa đổi gần đây nhất là vào năm 1990. Việc lựa chọn người kế vị sẽ tuân theo "chế độ con trai trưởng thừa kế", được áp dụng đối với tất cả hậu duệ hợp pháp của Vua Harald V. Theo quy định từ năm 1971 đến năm 1990, Thái tử Haakon và các hậu duệ hợp pháp của ông sẽ được xếp trước chị gái của ông là Vương nữ Märtha Louise và các hậu duệ hợp pháp của bà. Tuy nhiên, theo Đạo luật 1814 thì Vương nữ vẫn có quyền được kế vị ngai vàng nếu Đức vua đương nhiệm không có Vương tử. Từ năm 1990 đến nay Hiến pháp Na Uy quy định về quyền con trưởng, đảm bảo rằng ngôi vị sẽ thuộc về người con trưởng mà không phân biệt giới tính. Chỉ có những hậu duệ hợp pháp của Quân chủ đương nhiệm, cùng với các anh chị em của họ và các hậu duệ hợp pháp của họ mới có quyền được xếp vào danh sách kế vị ngai vàng. Cũng theo điều 6 của Hiến pháp Na Uy thì những người sinh từ năm 1971 trở về trước sẽ không được liệt kê vào danh sách kế vị ngai vàng. Điều này cũng có nghĩa là chị gái của Đức vua, Vương nữ Astrid và các hậu duệ của bà cùng với các hậu duệ của cố Vương nữ Ragnhild không có quyền được kế vị ngai vàng.

## Danh sách kế vị ngai vàng

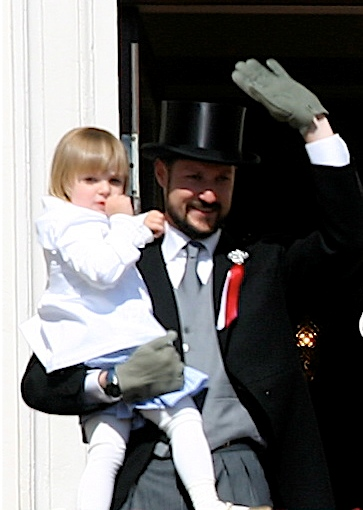
Thái tử Haakon và con gái, Vương tôn nữ Ingrid Alexandra đang đứng ở vị trí thứ 1 và thứ 2 trong danh sách kế vị ngai vàng hoàng gia Na Uy

- Vua Harald V (sinh năm 1937)
  - (1) Thái tử Haakon (sinh năm 1973)[1][2]
    - (2) Vương tôn nữ Ingrid Alexandra (sinh năm 2004)[1][3]
    - (3) Vương tôn Sverre Magnus (sinh năm 2005)[1][4]

  - (4) Vương nữ Märtha Louise (sinh năm 1971)[1][5]
    - (5) Maud Angelica Behn (sinh năm 2003)[1]
    - (6) Leah Isadora Behn (sinh năm 2005)[1]
    - (7) Emma Tallulah Behn (sinh năm 2008)[1]